# Wiz (empresa)
Wiz és una startup de seguretat al núvol amb seu a la ciutat de Nova York. L'empresa va ser fundada el gener de 2020 per Assaf Rappaport, Yinon Costica, Roy Reznik i Ami Luttwak, tots els quals van fundar anteriorment Adallom. Rappaport és director general, Costica és vicepresident de producte, Reznik és vicepresident d'enginyeria i Luttwak és CTO. La plataforma de l'empresa analitza la infraestructura informàtica allotjada a AWS, Azure, GCP, OCI i Kubernetes per trobar combinacions de factors de risc que podrien permetre als actors maliciosos obtenir el control dels recursos del núvol i/o extreure dades valuoses.
Al febrer de 2024, Wiz donava feina a unes 900 persones, amb la majoria del personal de vendes i màrqueting dispersos per Amèrica del Nord i Europa, mentre que la majoria del personal d'enginyeria es troba a Tel-Aviv, Israel. L'agost de 2022, Wiz va afirmar que era la startup més ràpida que mai va escalar d'1 milió de dòlars a 100 milions de dòlars en ingressos anuals recurrents (ARR), des del febrer de 2021 fins aproximadament el juliol de 2022. El febrer de 2024, la companyia va afirmar haver arribat als 350 milions de dòlars en ARR, amb una quota de mercat del 40% de les empreses Fortune 100.
L'abril de 2024, els informes van indicar que Wiz tenia la intenció de comprar Lacework, però al maig l'acord va fracassar durant el procés de diligència previst.

## Finançament
Wiz ha recaptat un total de 1.900 milions de dòlars d'una combinació de fons de capital risc i inversors privats:
- Sèrie A: el desembre de 2020, Wiz va sortir del sigil recaptant 100 milions de dòlars d'Index Ventures, Sequoia Capital, Insight Partners i Cyberstarts.
- Sèrie B: a l'abril i al maig del 2021, Wiz va recaptar 130 milions de dòlars i 120 milions de dòlars (respectivament) amb una valoració de 1.700 milions de dòlars d'Index Ventures, Sequoia Capital, Insight Partners i Cyberstarts.
- Sèrie C: l'octubre de 2021, Wiz va recaptar 250 milions de dòlars amb una valoració de 6.000 milions de dòlars[7][8] dels fons de capital risc Insight Partners, Greenoaks Capital, Sequoia Capital, Salesforce Ventures i CyberStarts, i dels inversors individuals Bernard Arnault i Howard Schultz.
- Sèrie D: El febrer de 2023, Wiz va recaptar 300 milions de dòlars amb una valoració de 10.000 milions de dòlars[9] dels fons de capital risc Lightspeed Venture Partners i Greenoaks Capital, juntament amb inversors individuals com Bernard Arnault i Howard Schultz.
- Sèrie E: el maig de 2024, Wiz va recaptar 1.000 milions de dòlars amb una valoració de 12.000 milions de dòlars[10] d'Andreessen Horowitz, Lightspeed Venture Partners, Thrive Capital, Greylock Partners, Wellington Management, Cyberstarts, Greenoaks, Index Ventures, Salesforce Ventures, Sequoia Capital i Howard Schultz.

## Recerca
Els investigadors de Wiz han descobert i divulgat de manera responsable nombroses vulnerabilitats al núvol que van obtenir una cobertura mediàtica important:
- ChaosDB: una sèrie de defectes al Cosmos DB de Microsoft Azure que va permetre descarregar, suprimir o manipular bases de dades que pertanyen a milers de clients d'Azure.
- OMIGOD: errors a la infraestructura de gestió oberta (OMI), un agent omnipresent però poc documentat integrat en molts serveis d'Azure populars, que va permetre l'execució de codi remot sense autenticar i l'escalada de privilegis.
- NotLegit: comportament predeterminat insegur a l'Azure App Service que va exposar el codi font d'algunes aplicacions del client.
- ExtraReplica: una cadena de vulnerabilitats crítiques que es troben a l'Azure Database for PostgreSQL Flexible Server que podria permetre als usuaris maliciosos augmentar els privilegis i accedir a les bases de dades d'altres clients després d'ometre l'autenticació.
- AttachMe: una vulnerabilitat d'aïllament del núvol que, abans de ser pegada per OCI, podria haver permès als atacants accedir i modificar els volums d'emmagatzematge OCI d'altres usuaris sense autorització.
- Hell's Keychain: una vulnerabilitat de la cadena de subministrament del proveïdor de serveis al núvol, primera d'aquest tipus, a IBM Cloud Databases for PostgreSQL que, abans de ser pegada, podria haver permès que actors maliciosos executessin codi de manera remota als entorns de les víctimes.
- BingBang: una configuració incorrecta a Azure Active Directory (AAD) que va permetre als investigadors de Wiz modificar els resultats de la cerca de Bing.com d'una manera que els actors maliciosos podien utilitzar per robar les credencials d'Office 365 que atorgaven accés a correus electrònics i documents privats d'innombrables usuaris.